# Wellington Urban Motorway
De Wellington Urban Motorway is een autosnelweg in de Nieuw-Zeelandse hoofdstad Wellington, die onderdeel is van de SH1. De weg loopt van Ngauranga naar Wellington. Vanaf Ngauranga wordt de weg door de Centennial Highway verbonden met de Johnsonville-Porirua Motorway naar Paraparaumu. De weg is 7 kilometer lang en loopt door de regio Wellington.